# Rummi
Rummi – wieś w Estonii, w prowincji Võru, w gminie Sõmerpalu.